# Болезнь Кинбека
Болезнь Кинбека — асептический некроз полулунной кости, наиболее частый вид остеохондропатий. 

## Этиология
Этиология неизвестна, наиболее часто встречается у мужчин в возрасте от 17 до 50 лет, в доминантной руке, особенно, занимающихся тяжелым физическим трудом. Существует мнение, что заболевание возникает в результате однократной травмы или постоянных микротравм, вследствие чего происходит нарушение кровообращения и остеонекроз.  

## Клиническая картина
Больные жалуются на локальные боли и отёк в области полулунной кости, боли возникают не только при тяжёлой физической нагрузке, но и при работе, связанной с высокой подвижностью в кистевом суставе. Как правило, такие пациенты держат руку неподвижно. У 10% пациентов наблюдается двустороннее поражение. 

## Диагностика
- КТ;
- МРТ.

## Лечение
Лечение зависит от стадии заболевания. На начальных стадиях применяют консервативные методы лечения, а именно, иммобилизацию гипсовой лангетой или ортезом, если после 3 недель произошёл регресс, то иммобилизацию прекращают и проводят контрольные исследования каждые 4-6 недель в течение года, если за это время происходит ухудшение состояния, то иммобилизацию возобновляют. 
Если консервативное лечение оказывается неэффективным, проводят оперативное лечение. На 1-2 стадии проводят реваскулиризующие операции с целью восстановить кровоснабжение кости.   
На более тяжёлых стадия полулунную кость удаляют, после этого возможно эндопротезирование полулунной кости. Возможно удаление не только полулунной кости, но и соседних костей, располагающихся на одном «этаже» — ладьевидной и трёхгранной; при этом амплитуда движений уменьшается, но удаётся избежать распространённого артроза суставов запястья.    
Когда развился артроз суставов запястья, выполняют артродез — операцию по обездвиживанию сустава. При этом боль исчезает, но движение в суставе становятся невозможным.     